# Résistance-Fer
 (décembre 2016).
Si vous disposez d'ouvrages ou d'articles de référence ou si vous connaissez des sites web de qualité traitant du thème abordé ici, merci de compléter l'article en donnant les références utiles à sa vérifiabilité et en les liant à la section « Notes et références ».
Résistance-Fer était un mouvement français de résistance à l'occupation nazie, lors de la Seconde Guerre mondiale. Ce mouvement spécialisé, composé de cheminots français, prit une part active à la Résistance.

## Objectif
De par sa nature, il axa essentiellement ses activités sur :
- la recherche et la transmission aux forces alliées, des mouvements de l'armée allemande ; l'organisation pouvait notamment estimer les effectifs des divisions ennemies au nombre de convois utilisés pour les déplacer ;
- le sabotage des lignes, des matériels et infrastructures ferroviaires.

Le Plan vert a pour but de bloquer par un système de coupures simultanées de voies le transport des divisions allemandes de renfort lors d’un débarquement allié. Ces coupures empêchent ainsi la concentration stratégique des moyens de l’occupant.

## Histoire
Le mouvement est créé au début de l'année 1943 par Jean-Guy Bernard et Louis Armand secondé par Jean Marthelot, avec l'aide des directeurs de la SNCF Albert Guerville du réseau Cohors-Asturies et Emile Plouviez. Résistance–Fer est considéré comme Réseau des Forces Françaises Combattantes qui sera rattaché à la Délégation Générale. Après l’arrestation de Jean-Guy Bernard en janvier 1944 c’est Louis Armand qui prend la direction de Résistance Fer, sous le contrôle de Jacques Chaban-Delmas. Philippe Leroy est nommé responsable du mouvement pour la région Nord tandis que Louis Lavignon ancien du réseau Combat devient responsable du mouvement pour la région Rhône-Alpes en 1944. Il est arrêté le 17 mai 1944, et meurt en déportation au camp de Neuengamme.

## Hommage

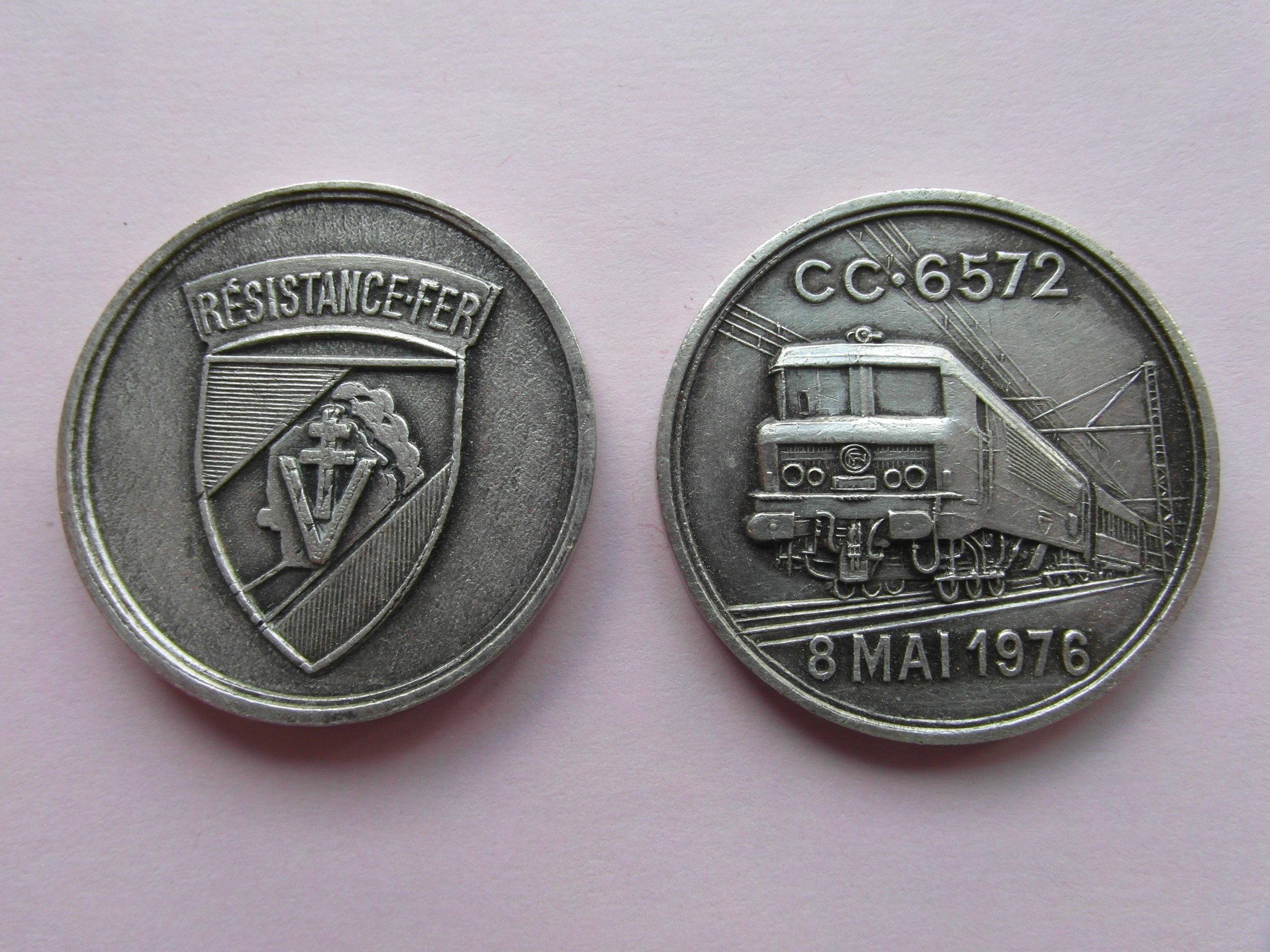
médaille résistance Fer 8 mai 1976.

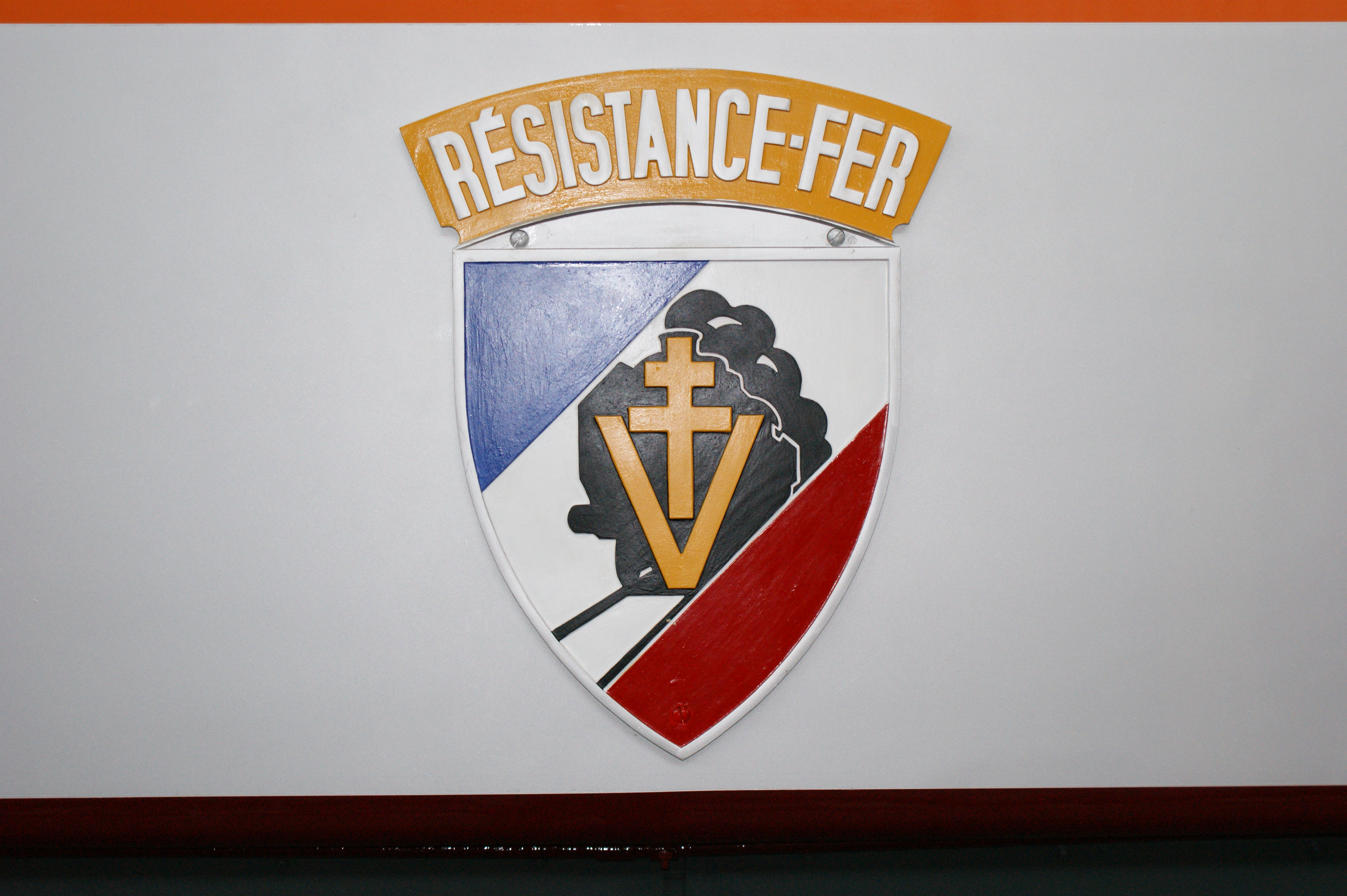
Plaque Résistance-Fer sur la CC 6572.

Le réseau Résistance-Fer a été cité à l’ordre de l’armée par le général de Gaulle qui déclare le 17 mai 1945 : « Les cheminots résistants regroupés dans « Résistance-Fer » ont lutté pendant toute la durée de l’occupation avec ténacité, courage et discipline, en dépit de tous les risques, pour la cause de la France et de la liberté… ».
Le film français La Bataille du rail, sorti en 1946, retrace les actions du réseau Résistance-Fer.
Le 8 mai 1976, la locomotive de la SNCF type CC 6500, la CC 6572, recevra des blasons commémoratif Résistance-Fer, cette machine est actuellement conservée avec ses blasons au musée du Chemin de fer de Mulhouse. Une médaille de cet événement a également été éditée.